# Yekta Uzunoğlu
Yekta Uzunoğlu (kurdisch Yekta Geylanî, * 10. Mai 1953 in Silvan, Diyarbakır) ist ein türkischer Arzt, Schriftsteller, Menschenrechtskämpfer, Übersetzer und Unternehmer kurdischer Abstammung.

## Leben
Er ist 1953 in Silvan, Diyarbakır geboren. 1971 ging er zur Hochschulbildung nach Frankreich. Nachdem die Junta von 1971 in der Türkei die finanzielle Unterstützung seiner Familie verweigert hatte, ging er nach Prag, um an der Karls-Universität Medizin zu studieren. Zwischen 1972 und 1979 erhielt er ein Stipendium des Kurdischen Prinzen Kamuran Ali Bedirhan, um seine medizinische Ausbildung an der Karls-Universität abzuschließen. Während seines Studiums unterhielt er Kontakte zu Dissidentenkreisen in der Tschechoslowakei. 1979 schloss er sein Studium ab und wurde Arzt. Seine Aufenthaltserlaubnis wurde 1979 nicht mehr verlängert. Mit einem Stipendium des Pasteur-Instituts zog Uzunoğlu nach Frankreich. Nach der Samtenen Revolution 1989 kehrte Uzunoğlu nach Prag zurück und betätigte sich unter anderem als Unternehmer und Verleger.
Uzunoğlu war zudem als kurdischer Aktivist und auch als Schriftsteller und Übersetzer tätig. Er ist Autor von Übersetzungen von Teilen der Bibel und den Werken von Karel Čapek, der kurdischen Lyrik und Prosa ins Tschechische und der kurdischen Grammatik in die deutsche Sprache. Er hat seinen ständigen Wohnsitz in Tschechien und besitzt seit 1996 die deutsche Staatsbürgerschaft.
Er hat auch mit dem Kurdischen Institut in Paris, dem Kurdischen Institut von Bonn und dem Tschechischen Zentrum des Internationalen PEN-Clubs zusammengearbeitet.

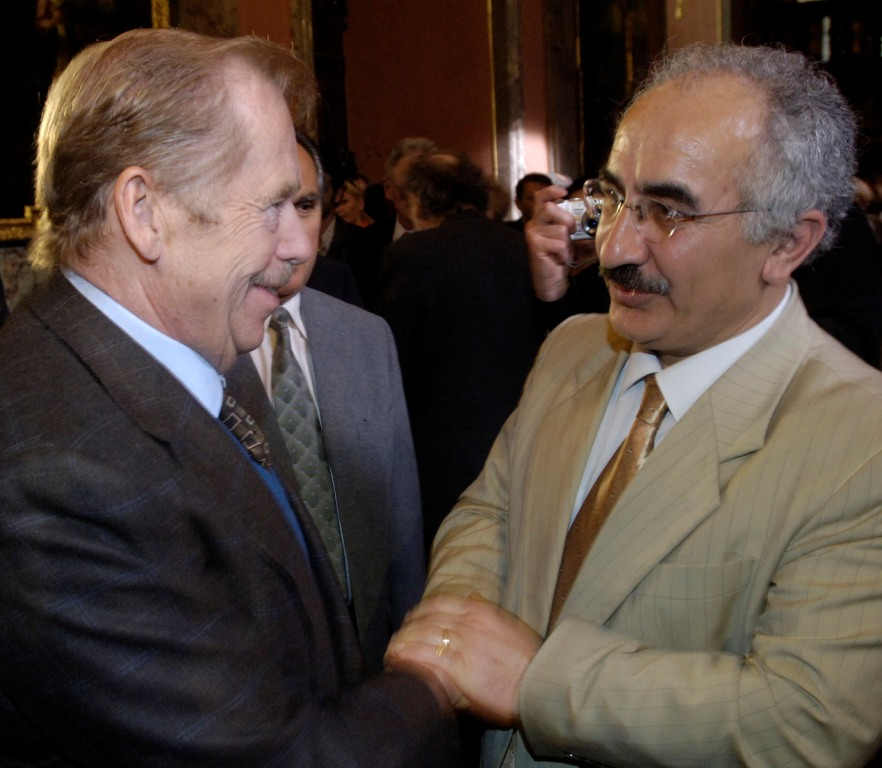
Yekta Uzunoğlu mit Präsident Václav Havel (2006) - Frantisek Kriegl-Preisverleihung, organisiert von der Charta 77 Foundation

### Justizskandal
Gegen Uzunoğlu lief in Tschechien ab 1994 über 13 Jahre ein Strafverfahren wegen des Vorwurfs der Entführung und Folterung. Das Verfahren wurde in der Öffentlichkeit als mangelhaft kritisiert. Im März 2007 wurde er zu einer zweijährigen Haftstrafe auf Bewährung verurteilt. Diese wurde im Juli desselben Jahres von der nächsten Instanz aufgehoben und Uzunoğlu freigesprochen.

### Preis
Ihm wurde der František-Kriegel-Preis verliehen, der einmal im Jahr von der Charta-77-Stiftung verliehen wird – aufgrund seines bürgerlichen Mutes. Staatspräsident Václav Havel überreichte die Auszeichnung im Rahmen einer Zeremonie, an der Hunderte Persönlichkeiten Europas teilnahmen. Uzunoğlu erhielt als erster Ausländer diese Auszeichnung.

### Festnahme 2017 in Prag
Am 28. April 2017 wurde Yekta Uzunoglu in Prag verhaftet, jedoch am nächsten Tag wieder freigelassen. Laut Uzunoglu selbst stand die türkische Botschaft in Prag hinter dem gesetzwidrigen Vorgehen der tschechischen Justiz.
Das Verfassungsgericht der Tschechischen Republik stellte am 13. Februar 2018, veröffentlicht unter dem Aktenzeichen: III. ÚS 1920/17 mit dem Berichterstatter Jan Filip CSc., fest, dass die Verhaftung von Yekta Uzunoglu am 28. April 2017 verfassungswidrig war.

## Veröffentlichungen
- Siverek Kültür Gazetesi (Siverek Culture Zeitung) - mit Necati Siyahkan, 1970
- Ronahi (Licht) - Kurdische Zeitschrift, 1971-1973
- Láska u Kurdů (Liebe zu den Kurden) - Tschechische Sprache, veröffentlicht 1976–1979 samizdat, erhältlich in der Libri Prohibiti Library
- Země Kurdů (Das Land der Kurden) - Tschechische Sprache, veröffentlicht 1976–1979 samizdat, erhältlich in der Libri Prohibiti Library
- Legenda o Kurdech (Die Legende der Kurden) - Tschechische Sprache, veröffentlicht 1976–1979 samizdat, erhältlich in der Libri Prohibiti Library
- Le probleme Kurde (Das Kurdische Problem) - Von Prof. Joyce Blau, Sorbonne Université - Prag, 1977
- Kurdisches Alphabet - Bonn, 1982
- MEHDI ZANA MUSS GERETTET WERDEN - Über das illegale Verhalten von Militärgerichten in der Türkei nach dem Militärputsch in - Bonn, 1980
- Der Kulturelle Völkermord an den Kurden in der Türkei - Bonn, 1982
- Brochure Passion der Kurden - mit Prof. Pfeipfer als Mitherausgeber. Herausgegeben von der Universität Dortmund und dem Bonn Kurdisches Institut - Bonn, 1984
- Kurdische Musik - mit Kendal Nezan - Bonn, 1985
- Hey lê - bi kurdî binivîsîne. (Hey Lady, bitte schreibe auf Kurdisch) - Bonn, 1985
- Kürdün Türküsü (Kurdisches Volkslied) - geschrieben von İhsan Aksoy - Bonn, 1985
- Kniha Alfabetizace Pro Kurdské Zeny (Uch der Alphabetisierung für Kurdische Frauen) - Die erste literarische Veröffentlichung für kurdische Frauen in der Geschichte der Kurden überhaupt. Herausgeber: Kurdisches Institut für Deutschland
- Kovara Mizgîn - 1983/ 1984 / 1985 - Bonn Kurdisches Institut
- Plandayîna Malbatê (Familienplanung) - Bonn Kurdisches Institut, 1985
- Kurdisch-Deutsche und Deutsch-Kurdische Wörterbücher - 1987
- První Pomoc Na Místě Nehody (Erste Hilfe am Unfallort) - Herausgegeben vom Bon Kurdisches Institut - 1984
- Poradce pro Kurdské ženy v SRN (Kurdische Frauen in Deutschland) - Zweisprachige Broschüre für Migrantinnen in Deutschland. Herausgeber: Kurdisches Institut und Ministerium für Arbeit und Soziales in Westfalen - Sev. Rheinland, Deutschland - 1984
- Wenn man ins Krankenhaus Musst - Herausgeber: Deutsches Rotes Kreuz und Bonn Kurdisches Institut. 1984
- Antologie Kurdské Hudby (Anthologie der Kurdischen Musik) - Besteht aus 8 Kassetten mit authentischer kurdischer Musik. Es war die größte Anthologie ihrer Zeit. 1984
- Das Schicksal von M. Karataş - Eine Geschichte eines Mannes im Exil - Veröffentlicht in Buch- und Kassettenform für Analphabeten. Bonn, 1985
- Kurdische Volksdichtung - mit Thomas Bois: Kurdisches Institut - Bonn, 1986[15]
- Kurdische Grammatik - David Neil MacKenzie: Kurdisches Institut - Bonn, 1986
- Îsa Diçe Qudisê (Jesus in Jerusalem) - Bonn, 1986
- Îsa Can Dide Mirîya (Jesus Hat die Toten Auferweckt) - Bonn, 1986
- Yûnis (Jona) - Bonn, 1986[16]
- Kurdská Přísloví (Kurdische Sprüche) - Mit dem Prolog von Dr. Tomaš Vrba - Prag, 1993
- Ekonomické Perspektivy ČR (Wirtschaftliche Perspektiven der Tschechischen Republik) - V. Klaus, Ivan Kočárník, Karel Dyba, J. Zieleniec, Josef Lux und andere: Meridian Publishing House, Prag, 1993
- Ein Kurde im Mahlwerk Des Übergangs - Ein Bericht aus Tschechien -Prolog von Bernhard von Grünberg, Mit einer Präsentation von František Janouch, 2007[17]
- Výpověď - Akropolis, Prag, ISBN 978-80-86903-56-9, 2008[18]
- Islamistický Trojský Kůň v České Republice (Islamisches Trojanisches Pferd in der Tschechischen Republik) - Ostrava: Tschechische Expedition[19]
- Zindandan Çığlıklar - Qirîna Zindanan (Schreit aus Dem Kerker) - Yekta Uzunoğlus Buch ist das erste türkische Buch, das er in der Türkei veröffentlicht hat. İzan Publishing House, 2021
- Apê Mûsa 100 Yaşında! (Musa Anter ist 100 Jahre alt!) - Ein Buch zum Gedenken an Musa Anter, das Yekta Uzunoğlu und viele bekannte Autoren zusammenbrachte, Aram Publishing House, 2020
- Nataşa - Das Buch des kurdischen Dichters Necati Siyahkan, das mit dem Prolog von Yekta Uzunoğlu, İzan Publishing House, 2021, erneut veröffentlicht wurde
- Bîranîn - Yekta Uzunoğlus Buch, das erste kurdische Buch, das er in der Türkei veröffentlicht hat. Sitav Publishing House, 2021

### Übersetzungen ins Kurdische
- Karel Čapek
  - R.U.R - Die Übersetzung ins Kurdische wurde 1977 von Dr. Yekta Uzunoglu während eines Medizinstudiums an der Karls-Universität in Prag abgeschlossen.
  - Matka (Die Mutter) - Die Übersetzung ins Kurdische wurde 1977 von Dr. Yekta Uzunoglu während eines Medizinstudiums an der Karls-Universität in Prag abgeschlossen.
  - Bílá nemoc (Die weiße Krankheit) - Die Übersetzung ins Kurdische wurde 1977 von Dr. Yekta Uzunoglu während eines Medizinstudiums an der Karls-Universität in Prag abgeschlossen.
  - 1974
- Molière
  - Le Mariage forcé (Erzwungene Ehe) - Die Übersetzung ins Kurdische wurde 1977 von Dr. Yekta Uzunoglu während eines Medizinstudiums an der Karls-Universität in Prag abgeschlossen.
  - 1979
- Evangelium nach Lukas - Bonn, 1985
- Evangelium nach Markus - Bonn, 1985
- Schöpfungsgeschichte (Priesterschrift) - Bonn, 1987
- Exodus - Bonn, 1987

### Übersetzungen ins Tschechische
- Hasretinden Prangalar Eskittim ; Ahmed Arif (Touhou po tobě mi pouta zrezivěla), (Vor Sehnsucht nach dir habe ich Sträflingsketten abgetragen) - Veröffentlicht vom Tschechischen PEN-Club, Prag, 2009[20][21]
- 33 Kurşun (33 Kugels) - Übersetzung und Veröffentlichung von Ahmed Arifs Werken ins Tschechische, Veröffentlicht vom Tschechischen PEN-Club, Prag, 2014